# Polityka wyznaniowa
Polityka wyznaniowa – rodzaj polityki publicznej państwa, która określa stosunek władzy wobec organizacji religijnych.
W krajach demokratycznych polityka wyznaniowa jest realizowana zgodnie z konstytucyjnymi gwarancjami wolności religijnej, sumienia i wyznania oraz zasadą równości obywateli wobec prawa, niezależnie od ich wyznania i światopoglądu. Natomiast w państwach totalitarnych przeprowadzane są często próby ograniczenia lub całkowitej eliminacji roli religii, a także podporządkowanie organizacji religijnych władzom i wykorzystanie uczuć religijnych do celów politycznych.

## Zadania polityki wyznaniowej
Polityka wyznaniowa nie zajmuje się życiem religijnym jako takim, występującym we wszystkich możliwych przejawach, lecz tylko tymi jego aspektami, które w mniejszym lub większym stopniu uległy procesowi instytucjonalizacji, czyli przybrały postać określonego typu organizacji z własną strukturą oraz własnymi środkami i metodami działania. Swoje zainteresowania polityka wyznaniowa państwa skupia na tych przejawach życia religijnego, które wiążą się lub mogą się wiązać z ogólnymi założeniami polityki państwa i jego ideologią.
Polityka wyznaniowa jest w podobnym, jeżeli nie większym stopniu, implikowana obiektywnie istniejącymi na terytorium państwa uwarunkowaniami wyznaniowymi, do których należą przede wszystkim struktura wyznaniowa ludności (liczba i wielkość związków wyznaniowych), charakter związków wyznaniowych (wyznania miejscowe lub uniwersalistyczne), historyczny układ stosunków danych związków wyznaniowych wobec państwa oraz stopień zlaicyzowania państwa. W krajach o zróżnicowanej strukturze wyznaniowej ogromną rolę odgrywa również rozmieszczenie terytorialne kościołów i ich wiernych. Państwo za pomocą polityki wyznaniowej czuwa, aby działalność związków wyznaniowych nie była w żadnym ze swych przejawów sprzeczna z ustawodawstwem i interesami państwa. Państwo występuje wówczas z pozycji najwyższej, suwerennej władzy na swym terytorium. Polityka wyznaniowa sprzęga się z funkcjami nadzoru państwa nad organizacjami religijnymi.

## Polityka wyznaniowa Polski Ludowej
Głównymi teoretykami polityki wyznaniowej państwa w Polsce Ludowej byli m.in. Henryk Świątkowski, Jerzy Feliks Godlewski, Stanisław Markiewicz, Wiesław Mysłek. Problematykę z tego zakresu podejmowali także m.in. Tadeusz M. Jaroszewski, Jerzy Ładyka, Stefan Opara i Michał T. Staszewski. Zasady polityki wyznaniowej PRL na poziomie popularnym, często w konwencji propagandowej, prezentowali m.in. Edward Grzelak, Ignacy Krasicki, Andrzej Tokarczyk.
Na poziomie wykonawczym istotną rolę w zakresie wdrażania polityki wyznaniowej PRL poza politykami wysokiego szczebla odegrali m.in.: Serafin Kiryłowicz i Aleksander Merker.
Ważnym instrumentem realizacji polityki wyznaniowej PRL były m.in. instytucje: Urząd do Spraw Wyznań, Centralny Ośrodek Doskonalenia Kadr Laickich i Towarzystwo Krzewienia Kultury Świeckiej.